# Nguyễn An Khương

Chân dung Nguyễn An Khương

Nguyễn An Khương hay Nguyễn An Khang (1860-1931); là dịch giả và là chí sĩ ở đầu thế kỷ 20 trong lịch sử Việt Nam. Ông là cha của nhà cách mạng Nguyễn An Ninh.

## Tiểu sử sơ lược
Nguyễn An Khương, nguyên quán ở tỉnh Bình Định, sau vào cư ngụ ở Mỹ Hòa, huyện Hóc Môn, tỉnh Gia Định (nay thuộc Thành phố Hồ Chí Minh).
Ông tinh thông Hán học, giỏi chữ Quốc ngữ và có tinh thần yêu nước.
Tháng 3 năm 1907, Đông Kinh nghĩa thục mở ở phố Hàng Đào (Hà Nội) với mục đích là khai trí cho dân, Nguyễn An Khương nhiệt liệt cổ vũ.
Năm 1900, ông làm trợ bút cho tờ Nông Cổ Mín Đàm (cho đến năm 1910) và dịch tiểu thuyết cổ điển Trung Quốc.
Năm 1908, hưởng ứng phong trào Duy Tân do Phan Chu Trinh khởi xướng, ông cùng với những người chung chí hướng đứng ra thành lập khách sạn Chiêu Nam Lầu ở Chợ Cũ Sài Gòn. Đây là cơ sở vừa làm kinh tài cho phong trào, vừa làm trụ sở kín dùng để hội họp và để đưa rước các thanh niên ra nước ngoài học tập.
Năm Tân Mùi (1931), Nguyễn An Khương mất, thọ 71 tuổi.
Phần mộ Nguyễn An Khương và vợ hiện tọa lạc trong khu Nhà tưởng niệm Nguyễn An Ninh thuộc phường Trung Mỹ Tây, Quận 12, Thành phố Hồ Chí Minh.

### Bổ sung tiểu sử
Ông Nguyễn An Khương sinh năm 1860 tại thôn Phước Quảng, quận Cần Giuộc, tỉnh Chợ Lớn (ngày nay thuộc tỉnh Long An).
Cha là Nguyễn An Nghi là người có tâm và yêu nước nhưng bị thất bại. Tổ tiên gốc ở Hưng Yên, họ Đoàn, do chống lại chúa Trịnh nên phải trốn chúa Trịnh vào định cư ở Bình Định và đổi thành họ Nguyễn. Ông Nghi lưu tán vào Nam, lấy vợ là bà Dương Thị Tiền, quê ở Phước Quảng và sinh cơ lập nghiệp tại đây.
Từ thuở nhỏ, nhờ sống trong gia đình có học và gia giáo lại giỏi nghề làm thuốc nên ông Khương sớm tinh thông Y học, Hán văn và chữ Quốc ngữ. Ông mở trường dạy học cho trẻ em tại thị xã Tân An. Kiến thức và đạo đức của ông khiến cha mẹ học trò kính trọng, trong đó có ông Hội đồng Trương Dương Lợi và được ông gả con gái thứ bảy là Trương Thị Ngự. Vợ chồng ông Khương sinh được bốn con là: Nguyễn An Thái (1890), Nguyễn An Thường (1894), Nguyễn Thị Năng (1897) và Nguyễn An Ninh (1900). Nhưng 3 người con đầu mất sớm chỉ còn lại Nguyễn An Ninh.
Con ông là Nguyễn An Ninh, một nhà cách mạng lừng danh. Theo nhà nghiên cứu Huỳnh Minh thì trước khi ông Ninh sang Pháp học, ông Nguyễn An Khương đã bắt con thề tại Lăng Ông Bà Chiểu rằng: "Phải luôn giữ tiết, không vì bả vinh hoa mà đổi lòng đổi chí, phản bội quê hương và nòi giống".
Em ông là Nguyễn An Cư (1864-1949) là một Đông y sĩ và là một nhà văn khá nổi tiếng.

## Tác phẩm
Các tác phẩm dịch thuật của ông gồm:
- Tam quốc diễn nghĩa
- Thủy hử
- Vạn huê lầu diễn nghĩa
- Phấn Trang Lầu
- Chinh Đông
- Chinh Tây

### Nhận xét
Tác giả Nguyễn Liên Phong trong Điếu cổ hạ kim thi tập (quyển Hạ, 1913) có bài thơ mừng Nguyễn An Khương. Nguyên văn như sau: 
Ông Nguyễn An Khương, người tỉnh Gia Định, hình trạng nẫm thấp, nho nhã, tánh nết hòa hưỡn hiền lành, biết hai thứ chữ, tuổi chừng năm mươi, bình sanh giao tiếp với anh em, cứ nắm vững một lòng thành tín (...), Ông giữ là một người có ẩn dật thanh nhàn và có văn học, phẩm hạnh, gương tốt, nên tặng nên khen.
Thi rằng:
Chiêu Nam chủ tiệm Nguyễn An Khương,
Nết ở khiêm khiêm, nết nhún nhường.
Chữ nghĩa phải trang nho học cựu,
Bán buôn chen tiếng lợi danh trường.
Các pho sách tạc gương tiền thế,
Một sở vườn nhớ lộc quấc vương.
Ngòi viết dĩa nghiên gầy dựng nghiệp,
Chở che nhuần gội đất trời sương.

## Thông tin liên quan

### Sự nghiệp giáo dục
Nhờ tài quán xuyến của vợ, ngoài việc dạy học, ông Khương còn chú tâm dịch truyện Tàu, những tác phẩm cổ điển có giá trị tư tưởng, văn hóa như: Thủy Hử, Tam Quốc diễn nghĩa, Vạn Huê Lầu, Ngũ Hổ bình Tây..., biên soạn sách giáo khoa như Mông học thê giai nhầm giáo dục tinh thần yêu nước và hiếu nghĩa cho con trẻ bằng các truyện ngắn như: Thằng Vân, Thằng Vàng, v.v... Những sách này đều được xuất bản tại Sài Gòn vào những năm đầu thế kỷ XX
Đối với người con duy nhất là Nguyễn An Ninh, ông quyết tâm dạy dỗ và đào tạo thành người trí thức yêu nước, thương dân. Ông cho con đi học trường Pháp nhưng sợ con chỉ biết chữ Tây mà quên chữ Thánh hiền nên ông dạy thêm cho con chữ Nho. Mỗi lần dịch truyện Tàu, ông đều đọc cho Ninh viết. Đoạn nào Ninh thích thú thì ông bắt học thuộc lòng những chữ Hán đó. Những tuồng tích về gương hiếu nghĩa, trừ gian diệt bạo hoặc những lời hay trong bộ Tứ Thư... dần dần thấm sâu vào tâm hồn và trí nhớ của Ninh. Nhờ vậy, khi Ninh bước vào trường văn, trận bút trong cuộc đấu tranh chống chế độ thực dân, hiếm có ngòi bút nào sắc sảo vừa giỏi tiếng Pháp lại tinh thông Hán học như ông. Và cũng nhờ vào sự giáo huấn của cha ngay từ thuở ấu thơ, Nguyễn An Ninh đã có lòng yêu nước sâu sắc, kiên trung, phân biệt trung nịnh, chánh tà rõ ràng.

### Vai trò Chiêu Nam Lầu
Vốn là người yêu nước và mang hoài bảo phụng sự đất nước, năm Nguyễn An Thái đến tuổi đi học, ông Khương bàn với vợ lên Sài Gòn mở khách sạn để có cơ hội tiếp xúc với nhiều người đồng tâm, đồng chí. Và khách sạn Chiêu Nam Lầu được dựng từ cuối thế kỷ XIX, tọa lạc trên
đường Kinh Lấp (sau đổi thành Charner và ngày nay là đường Nguyễn Huệ), nơi trung tâm thương mại của Sài Gòn và cũng là nơi giao lưu thuận lợi cả trên đường bộ lẫn đường sông.
Để Chiêu Nam Lầu trở thành nơi hội ngộ của những người yêu nước, thời gian đầu thật khó khăn, vất vả. Bà Khương vừa là người trực tiếp điều hành việc quản lý khách sạn; đồng thời mở rộng kinh doanh nhà hàng. Nhờ tài nấu nướng của bà, Chiêu Nam Lầu được sự mến mộ trong giới điền chủ, thương gia ở Lục tỉnh và vùng Sài Gòn - Chợ Lớn nên sớm phát đạt, nổi tiếng suốt thời gian dài và tồn tại đến năm 1926. Những người yêu nước, những nhà hoạt động cách mạng ẩn dật, những trí thức tiến bộ đương thời lui tới Chiêu Nam Lầu nhiều hơn và kết bạn với ông Khương. Trong số này có Trần Chánh Chiếu đã mời ông cộng tác với hai tờ báo của mình là Nông cổ Mín Đàm và Lục Tỉnh Tân Văn.
Khi cụ Phan Bội Châu bí mật vào Sài Gòn, Chiêu Nam Lầu là nơi cụ tá túc. Kính phục cụ, Nguyễn An Khương đã tổ chức cho cụ gặp gỡ những nhà điền chủ yêu nước nồi tiếng ở Nam Kỳ như Trần Chánh Chiếu đại điền chủ ở Rạch Giá, Nguyễn Thần Hiến điền chủ ở Cần Thơ. Và bộ ba Nguyễn An Khương, Trần Chánh Chiếu, Nguyễn Thần Hiến trở thành cơ sở tài chánh và lãnh đạo phong trào Đông Du của cụ Phan ở Nam kỳ từ năm 1904.
Tại Chiêu Nam Lầu đã hình thành đường dây bí mật đưa những người yêu nước xuất dương để sau này trở về phụng sự đất nước. Phần lớn đi qua Nhật theo học về kỹ thuật quân sự, số ít sang Tàu mua vũ khí. Ông Hoàng Cường Để cũng có một thời tá túc tại khách sạn, và từ đây ông được tổ chức qua Hồng Kông, rồi sang Nhật gặp Phan Bội Châu đang hoạt động ở hải ngoại. Phan Châu Trinh cũng có lúc ở tại đây với người con trai lớn trước khi sang Pháp, và kết thân với Nguyễn An Khương. Nguyễn Sinh Huy (Sắc), Nguyễn Tất Thành cũng có ở đây. Riêng ông Huy còn được ông Khương giúp tiền bạc trong lúc mưu sinh. Ngoài ra những ai muốn tìm đường Đông du mà gia đình xa xôi, gặp khó khăn về tiền bạc, Chiêu Nam Lầu đều lo lắng giúp đỡ mọi việc.
Cùng với Chiêu Nam Lầu, ông Khương hoạt động tích cực về báo chí. Ông làm quản lý báo Nông cổ Mín Đàm, đồng thời là cây bút cho tờ báo này và báo Lục Tỉnh Tân Văn. Những bài viết của ông đều có nội dung nhằm hô hào mở mang buôn bán, chống những phong tục hủ bại, hô hào dân Việt đoàn kết, tương thân tương ái. Những ý tưởng của ông đăng tải trên báo được công luận mến mộ, nhất là giới sĩ phu yêu nước khắp ba miền.
Khi phong trào Đông Du thất bại năm 1908, thực dân Pháp bắt và cầm tù Trần Chánh Chiếu. Đối với ông Khương vì ông bị bại chúng chi giam rồi thả về, chúng cấm không được làm báo và không được sinh sống tại Sài Gòn. Lúc này, sức khỏe ông suy yếu nhiều, đi đứng khó
khăn nên ông thu xếp khách sạn, giao lại cho chị gái là bà Nguyễn Thị Xuyên trước khi về sống tại Trung Chánh-Hóc Môn. Bà Xuyên một phụ nữ yêu nước, có học vấn, tinh thông Hán văn và Quốc ngữ, tiếp tục công việc của em trai. Nhưng hoạt động ngày càng khó khăn vì làn sóng du học không còn ồ ạt như trước và luôn bị mật thám theo dõi. Trong những năm 1925 – 1926, phong trào quần chúng nổi lên sôi động. Nhiều cuộc biểu tình rầm rộ đòi ân xá Phan Bội Châu, trả tự do cho Nguyễn An Ninh, để tang Phan Châu Trinh..., những lúc đó, khách sạn Chiêu Nam Lầu rất đông người lui tới gặp gỡ. Viện cớ nơi đây chứa chấp những người chống đối nhà nước, Chính quyền thực dân ra lệnh đóng cửa khách sạn. Bà Xuyên phải bán hết tài sản, về Hóc Môn lập vườn sống với em và cháu.

### Những ngày cuối cùng:
Bà Khương vì quá lo lắng cho sự nghiệp của chồng và buồn rầu vì cái chết đột ngột của người con trai lớn (Nguyễn An Thái khi đang theo học tại trường Collège Mỹ Tho, bị tiêu chảy nhưng nhà trường thiếu chăm sóc nên bệnh mà mất), bà Ngự bệnh và tạ thế năm 1911, an táng tại làng Long Thượng, Cần Giuộc quê nhà.
Ông Khương trong những năm cuối cùng của cuộc đời do bị tai biến mạch máu não, ông bị liệt nửa người. Nhờ tự bốc thuốc chữa bệnh nên ông không bị bại liệt nhưng hai chân yếu, khó đi lại. Ông nằm nhà, tiếp tục dịch sách và chuẩn bị cơ ngơi cho Nguyễn An Ninh sau này. Để có người chăm sóc, ông tục huyền với bà Mai Thị Nữ quê ở Xuân Thới Thượng.
Ông mất ngày 2 tháng 2 năm 1931 (nhằm ngày rằm tháng 12 năm Canh Ngọ), mộ phần tại đất nhà ở Trung Chánh trên phần đất cháu cố bà Nữ hiện cư ngụ tại số 150/2 đường Nguyễn Ảnh Thủ.

## Vinh danh
Ở Thành phố Hồ Chí Minh, tên Nguyễn An Khương hiện được dùng để đặt tên cho một trường học ở Hóc Môn và một đường phố ở Quận 5, Thành phố Hồ Chí Minh.

## Sách tham khảo chính
- Trịnh Vân Thanh, Thành ngữ điển tích danh nhân từ điển. Nhà xuất bản Hồn Thiêng, Sài Gòn, 1966.
- Huỳnh Minh, Gia Định xưa. Nhà xuất bản Văn hoá-Thông tin tái bản năm 2006.
- Nguyễn Q. Thắng-Nguyễn Bá Thế, Từ điển nhân vật lịch sử Việt Nam. Nhà xuất bản Khoa học Xã hội, Hà Nội, 1992.